# ساموئل ریگتی
ساموئل ریگتی (انگلیسی: Samuele Righetti؛ زادهٔ ۱۰ اکتبر ۲۰۰۱) بازیکن فوتبال است.